# Gilda Lousek
Gilda Aída Lousek (Buenos Aires, 9 de noviembre de 1937 - Ib., 29 de octubre de 1998) fue una actriz de cine, teatro y televisión argentina. A lo largo de su vida desarrolló una trayectoria de más de cuatro décadas de actuación cinematográfica, teatral y televisiva que le dieron, desde su debut hasta los últimos años, una notable popularidad en su país.

## Biografía

### Comienzos en la actuación
Cursó sus estudios primarios en la Escuela Mariano Moreno. En septiembre de 1954, mientras cursaba el primer año de estudios en el Conservatorio de Arte Escénico ganó un concurso de belleza cuyo premio consistía en intervenir en una película, pero como el reglamento les prohibía filmar a los alumnos, debió obtener un permiso que le gestionó Antonio Cunill Cabanellas y así empezó a hacer cine a fines de diciembre de 1955.

### Carrera actoral
Comenzó en cine con Los tallos amargos dirigida por Fernando Ayala y Hay que bañar al nene dirigida por Edgardo Togni, ambas de 1958, pero su primer papel clave fue en Una cita con la vida, dirigida en el mismo año por Hugo del Carril, con quien más adelante tuvo una relación sentimental. En este filme trabajó con Enzo Viena, con quien conformó una de las parejas de ficción más exitosas y populares de esa época, que continuó en la pantalla grande (He nacido en Buenos Aires, Vivir es formidable), en el teatro (De noche todo) y, más tarde, en televisión.
En la pantalla chica actuó en 1961 en el programa Matrimonio… y algo más con Enzo Viena conformando la pareja de un odontólogo y una famosa escritora de televisión y guionista de cine (el nombre de este programa puesto en plural - Matrimonios y algo más - fue retomado en 1967 para otro en el que también intervino Gilda Lousek que se convirtió en un exitoso programa de humor y obtuvo el Premio Martín Fierro de ese año). También actuó en el frustrado ciclo dirigido por Leopoldo Torre Nilsson titulado Obras maestras policiales. Siempre en 1961 y de nuevo con Enzo Viena protagonizaron por Canal 13 Amor en tiempo ganado, con libreto de Hugo Moser.
En 1964 actuó en el Teleteatro Lux, que ponía en pantalla adaptaciones de textos clásicos alternadas con textos escritos para televisión.
En 1965 actuó en Las chicas con María Cristina Laurenz y Bárbara Mujica por canal 13 y con dirección de David Stivel. De 1966 se la recuerda en un programa escrito por Alberto Migré con un gran nivel de audiencia: Los que esperan amor. En 1967 fue una de las actrices del elenco rotativo de jerarquía del ciclo de Canal 11, La novela argentina en el tiempo, que pese al esfuerzo que significara y a la buena recepción por la crítica no obtuvo un adecuado nivel de audiencia. En 1974 pasa con su personaje de Matrimonios y algo más al programa Eran cuatro hermanos y ella era una santa, escrito por Hugo Moser y asimismo participa en el programa humorístico La ensalada. En 1977 lo hace en Sociedad conyugal, del mismo género y autor. Ese mismo año actúa por Canal 11 en la telenovela Ese hombre prohibido en pareja con Jorge Barreiro, con libreto de Luis Gayo Paz. Al año siguiente protagoniza junto a Jorge Salcedo el ciclo policial Al filo de la medianoche. En 1979 forma parte del elenco que rodea a Andrea del Boca en la telenovela Andrea Celeste, un programa que pese a ser transmitido por un canal con poco público como era Canal 7, no solamente obtuvo niveles inesperados de audiencia sino que fue exitosamente vendido en el exterior.
Siguiendo la tendencia de ese momento de programas “de familia”, en 1980 arribó a la televisión Aquí llegan los Manfredi en el que trabaja Lousek junto a otros actores entre los que figuraba Enzo Viena, en un ciclo que duró hasta septiembre de 1982. Al año siguiente participó con María Leal en Mamá por horas, una telenovela en la que las actuaciones tuvieron mala crítica. 
En 1990 Lousek apareció en Rebelde, la telenovela protagonizada por Grecia Colmenares y Ricardo Darín en la que personificaba a la madre de este último. En 1993 actuó en El aludido amor, compartiendo el elenco con actores y actrices argentinos, españoles y venezolanos. Otros programas en los que participó fueron Yo soy porteño y Teatro como en el teatro.
A comienzos de la década de 1960 Lousek, conocida como "el ángel rubio del cine argentino", era una figura popular que actuaba en películas dirigidas por los mejores directores de la época: René Mugica la dirigió en La murga (1963); Rodolfo Kuhn en Los inconstantes (1963); Rubén W. Cavallotti en Mujeres perdidas (1964); Leo Fleider en Vivir es formidable; Román Viñoly Barreto en Orden de matar (1965), Fernando Ayala en Hotel alojamiento (1966); y Julio Saraceni en El glotón (1967). Incluso fue a Italia a filmar (junto a Duilio Marzio) Rivincita di Ivanhoe o La espada de Ivanhoe (1965), dirigida por Tanio Boccia.
En teatro supo frecuentar piezas de vodevil. En 1968 trabajó en Los amorosos de Neil Simon, dirigida por Alejandro Doria y realizada en el teatro Blanca Podestá. Al año siguiente protagonizó en el mismo teatro la obra Atiendo viudas. Su último aporte para el teatro fue en la obra El corruptor.

## Vida personal y fallecimiento
En el rodaje de Los inconstantes conoció al cantante Fernando de Soria, con quien luego se casó y del que más tarde se separó.
Tiempo después volvió a casarse, esta vez con el actor Ricardo Bauleo, con quien tuvo dos hijas, Astrid e Ingrid.
Luego de un largo tiempo de luchar contra un cáncer, Gilda Lousek falleció pocos días antes de cumplir los 61 años en Buenos Aires, el 29 de octubre de 1998, y sus restos fueron sepultados en el panteón de la Asociación Argentina de Actores del Cementerio de la Chacarita.

## Filmografía
- Tómame (1992) dir. Emilio Vieyra
- Enfermero de día, camarero de noche (1990) dir. Aníbal Di Salvo
- Pasajeros de una pesadilla (1984) dir. Fernando Ayala…Irene
- El divorcio está de moda (de común acuerdo) (1978) dir. Fernando Siro…Laura
- Basta de mujeres (1977) dir. Hugo Moser
- La gran aventura (1974) dir. Emilio Vieyra…Mónica
- Hipólito y Evita (1973) dir. Orestes Trucco
- Autocine mon amour (1972) dir. Fernando Siro
- Piloto de pruebas (1972) dir. Leo Fleider
- ¡Qué noche de casamiento! (1969) dir. Julio Porter
- Amor libre (1969) dir. Fernando Siro…Julia
- Lo prohibido está de moda (1968) dir. Fernando Siro…Yolanda
- Amor y un poco más (1968) dir Derlis M. Beccaglia
- Villa Cariño (1967) dir. Julio Saraceni
- El hombre invisible ataca (1967) dir Martín Rodríguez Mentasti…Novak
- El glotón (1967) dir. Julio Saraceni
- Hotel alojamiento (1966) dir. Fernando Ayala
- Vivir es formidable (1966) dir. Leo Fleider
- Orden de matar (1965) dir. Román Viñoly Barreto…Mabel
- La espada de Ivanhoe (1964) dir. Tanio Boccia.... Rowena de Stratford
- Mujeres perdidas (1964) dir. Rubén W. Cavallotti.... Nélida Rosetti
- Canuto Cañete y los 40 ladrones (1964) dir. Leo Fleider.... Recién casada
- Los inconstantes (1963) dir. Rodolfo Kuhn
- La murga (1963) dir. René Mugica
- Una excursión a los indios ranqueles (inconclusa - 1963) dir. Derlis M. Beccaglia
- Mi Buenos Aires querido (1961) dir. Francisco Mugica
- Buenas noches, mi amor (inconclusa - 1961) dir. Román Viñoly Barreto…
- Sábado a la noche, cine (1960) dir. Fernando Ayala
- La madrastra (1960) dir. Rodolfo Blasco
- La procesión (1960) dir Francis Lauric
- He nacido en Buenos Aires (1959) dir. Francisco Mugica
- Hay que bañar al nene (1958) dir. Edgardo Togni…Laura
- Una cita con la vida (1958) dir. Hugo del Carril
- Los tallos amargos (1956) dir. Fernando Ayala.... Esther Gasper

Productora asociada
- La gran aventura (1974) dir. Emilio Vieyra

## Televisión
- Primer amor (1992) Serie .... Clara Eugenia
- Chiquilina mía (1991) Serie .... Otilia
- Stress (1990) .... Catalina
- Amigos son los amigos (1990)
- Rebelde (1989) Serie .... Valentina
- La bonita pagina (1988)
- Pasiones (1988) Serie .... Mariana
- Quiero morir mañana (1987) Serie
- Ese hombre prohibido (1986) Serie
- Coraje mamá (1985) Serie
- Ceremonia secreta (1981)
- Aquí llegan los Manfredi (1980-1982) Serie.... Elvira[2]
- Los hermanos Torterolo (1980 - 1981) Telecomedia.... Greta
- Andrea Celeste (1979) Serie.... Gladis
- Donde empezó la tristeza (1977) Serie.... Sebastiana
- Show Standard Electric (1965) Miniserie
- Amor en si bemol (1959) Serie